# Fjodor Karlovič Korf
Baron Fjodor Karlovič Korf (rusko Фёдор Карлович Корф), ruski general, * 1773, † 1823.
Bil je eden izmed pomembnejših generalov, ki so se borili med Napoleonovo invazijo na Rusijo; posledično je bil njegov portret dodan v Vojaško galerijo Zimskega dvorca.

## Življenje
Pri 13 letih je vstopil v vojaško šolanje in leta 1794 je kot stotnik pričel aktivno vojaško službo z udeležbo v bojih proti Poljakom. Leta 1800 je bil povišan v generalmajorja. 
V vojni leta 1806-07 se je odlikoval v bojih v Prusiji kot brigadni poveljnik. Leta 1810 je bil povzignjen v generaladjutanta in naslednje leto je postal poveljnik 2. konjeniške divizije. Zaradi zaslug med veliko patriotsko vojno je bil povišan v generalporočnika.